# عبد الرحمن الشمري (لاعب كرة قدم مواليد 2000)
عبد الرحمن أنور الشمري (مواليد 9 يوليو 2000) هو لاعب كرة قدم سعودي يلعب حاليًا في نادي نجران معار من نادي النصر .

## مسيرة اللاعب
مثل نادي النصر في الفئات السنية ووقع أول عقد احترافي مع النصر في عام 2019.

### برنامج الابتعاث الخارجي
انضم لبرنامج الابتعاث السعودي لكرة القدم 2019 مع مجموعة من اللاعبين للابتعاث الخارجي لاكتساب الخبرات والمشاركة أمام فرق من مختلف الدرجات في إسبانيا وغيرها من الدول الأوروبية.

### تنقلات اللاعب
عاد من الابتعاث للمشاركة و وقع عقد إعارة مع نادي نجران من نادي النصر مطلع عام 2021 لمدة موسم و نصف و بعدها أعير إلى نادي القادسية في صيف 2022 و لعب معهم مباراة واحدة فقط و تم قطع إعارته و أعير مرة أخرى إلى نادي نجران.

## روابط خارجية
- عبدالرحمن الشمري على موقع قاعدة بيانات كرة القدم.إي يو (الإنجليزية)
- عبدالرحمن الشمري على موقع Soccerway.com (الإنجليزية)
- عبدالرحمن الشمري على موقع كووورة